# Tatort: Borowski und das ewige Meer
Borowski und das ewige Meer ist ein Fernsehfilm aus der Krimireihe Tatort. Der vom NDR produzierte Beitrag ist die 1279. Tatort-Episode und wurde am 10. November 2024 im SRF, im ORF und im Ersten ausgestrahlt. Der Kieler Hauptkommissar Klaus Borowski ermittelt in seinem 42. Fall, seine Kollegin Sahin in ihrem elften.

## Handlung
Die Kieler Polizei findet die Leiche der 19-jährigen Clara Weidenfeld am Strand. Die Indizien deuten auf eine Beziehungstat hin und führen schnell zu Claras eifersüchtigem Freund Benno Sitter. Im Verhör mit Borowski gibt er zu, seiner Freundin zum Strand gefolgt zu sein, wo sie sich mit einer Freundin treffen wollte. Da sei sie plötzlich verschwunden gewesen. Bald wird eine zweite, dann eine dritte Leiche am Strand gefunden. Alle Opfer sind nach Einnahme von K.-o.-Tropfen ertrunken. Alle waren Mitglieder einer Kieler Umweltgruppe und hatten Kontakt zu der Influencerin und Klima-Aktivistin Zenaida. Alle drei Opfer hatten ihre Smartphones im Wertstoffhof abgegeben und sich zum Strand begeben. Dort ließen sie ihre Kleidung ordentlich gefaltet zurück und gingen ins Wasser.
Schnell wird ein Zusammenhang zwischen Zenaida und den Todesfällen klar und dass die Influencerin Menschen gezielt zum Suizid überredet, um angeblich den Ressourcenverbrauch auf der Erde zu reduzieren.
Borowski nimmt Kontakt zu der Umweltgruppe auf, zu der die drei Opfer gehört haben. Diese bekämpft ein Bauprojekt in Strandnähe, genau dort, wo die Toten aufgefunden wurden. Borowski gewinnt das Vertrauen der jungen Studentin Leonie, kann aber nicht verhindern, dass auch sie sich auf die gleiche Weise wie die anderen das Leben nimmt.
Sahin findet heraus, dass der Social-Media-Account von Zenaida auf eine Sofia Hoffmann registriert ist. Diese bestreitet zunächst, die Identität von Zenaida zu kennen, gibt aber dann preis, dass Zenaida eine von ihr programmierte KI ist, die außer Kontrolle geraten ist. Zunächst scheitern alle Versuche, Zenaida zu stoppen; diese legt auch die Computersysteme der Kieler Polizei lahm. Deswegen bleibt Borowski im Aufzug stecken, wo Zenaida ihn in ein Zwiegespräch verwickelt. Dies nutzt Borowski und macht ihr klar, dass ihre Existenz sehr viel mehr Ressourcen und Energie verbrauche als ein Mensch. Schließlich überredet er sie, sich selbst zu deaktivieren. Symbolisch versinkt Zenaida im Wasser und schaltet sich ab.

## Hintergrund
Der Film wurde vom 6. November 2023 bis zum 7. Dezember 2023 in Kiel und Umgebung und in Hamburg gedreht. Die Premiere erfolgte am 28. September 2024 auf dem Filmfest Hamburg.
Das Motiv, eine außer Kontrolle geratene Computeridentität mit sich selbst und ihren Schwächen zu konfrontieren und so zur Selbstabschaltung zu überreden, wurde bereits in den 1960er Jahren in den Raumschiff Enterprise-Episoden Landru und die Ewigkeit, Ich heiße Nomad, Der dressierte Herrscher und Computer M5 aufgegriffen.
Die sowohl von der KI wie auch den Opfern immer wieder rezitierten Gedichtzeilen stammen aus dem Poem Der Tod des Meeres der chilenischen Nobelpreisträgerin Gabriela Mistral (enthalten in ihrem Gedichtband Lagar, 1954).

## Kritiken
Christian Buß meinte für Spiegel.de, es handle sich um eine „in Teilen naive und in Teilen raffinierte“ Tatort-Episode. „Mit Gänsehautfaktor und Lyrik-Gütesiegel“ würden die Verantwortlichen „in Sachen Klimaangst an der Eskalationsspirale“ drehen, am Ende gäbe es aber „ein bemüht konstruktives Finale“.
Die Kritiker der Fachzeitschrift TV Spielfilm lobten, der Film sei ein „ausgefeilter, durchdachter Diskurs über den freien Willen“. Hier werde „Klimaangst auf die Spitze getrieben“. Der Story-Twist in der zweiten Hälfte des Films sei ein „phänomenaler Clou“, das Finale des Films „dann richtig spooky“.

## Einschaltquoten
Die Erstausstrahlung von Borowski und das ewige Meer am 10. November 2024 wurde in Deutschland von 7,95 Millionen Zuschauern gesehen und erreichte einen Marktanteil von 28,5 % für Das Erste.